# Skylake
Haswell Kaby Lake (optimisation)
Ice Lake (nouvelle architecture)
Skylake est la micro-architecture de processeurs x86 d'Intel qui succède à la micro-architecture Broadwell à partir d'août 2015.
Avec cette nouvelle micro-architecture, Intel abandonne sa traditionnelle stratégie tic-tac. En effet, la firme a connu quelques difficultés pour le passage à la gravure en 14 nm, et prend encore du retard pour la gravure en 10 nm. Cette architecture est donc déclinée en de bien plus nombreuses familles qu'à l'accoutumée.
La famille de microprocesseurs Cannon Lake (en) gravée en 10 nm sortie en mai 2018, est encore basée sur la micro-architecture Skylake.
Chez Intel, le 10 nm inaugure la lithographie extrême ultraviolet, pour succéder aux procédés lithographiques classiques en immersion à laser à fluorure d'argon d’une longueur d'onde de 193 nm.
La chronologie des familles de microprocesseurs cités est donc la suivante :
- micro-architecture Haswell :
  - famille de processeurs Haswell, gravés en 22 nm, depuis juin 2013
  - famille de processeurs Broadwell, gravés en 14 nm, depuis septembre 2014
- micro-architecture Skylake :
  - famille de processeurs Skylake, gravés en 14 nm, depuis août 2015
  - famille de processeurs Kaby Lake, gravés en 14 nm, depuis octobre 2016
  - famille de processeurs Kaby Lake Refresh, gravés en 14 nm, depuis août 2017
  - famille de processeurs Coffee Lake, gravés en 14 nm, depuis octobre 2017
  - famille de processeurs Coffee Lake Refresh, gravés en 14 nm, depuis octobre 2018
  - famille de processeurs Cannon Lake (en), gravés en 10 nm, depuis mai 2018, mais abandonnée fin 2019
  - famille de processeurs Comet Lake, gravés en 14 nm, depuis août 2019

## Changements annoncés
Intel change son modèle d'évolution dit du tic-tac, faisant alterner des changements de gravure à architecture inchangée, puis des changements d'architecture à finesse de gravure inchangée. Il se révèle en effet que les difficultés apparaissant avec des gravures de l'ordre de 15 nm, demandent une approche désormais en trois phases : Procédé (finesse de gravure), Architecture (nouveaux nanocircuits), qui vise essentiellement les nouvelles fonctionnalités, et une troisième et nouvelle phase : Optimisation, qui cherche à augmenter la performance, d'où le nom PAO (sans rapport avec le sigle désignant la publication assistée par ordinateur).

## Principales caractéristiques
- La famille de micro-processeurs Skylake requiert un socket LGA 1151.
- La partie graphique évolue avec cette micro-architecture : la famille de micro-processeurs Skylake embarque un cœur graphique de neuvième génération, prenant en charge DirectX 12, OpenGL 4.4 et OpenCL 2.0.

## Evolution de l'architecture par rapport à celle deBroadwell

### CPU
- "Front-end" amélioré, tampons de réorganisation plus profonds, unités d'exécution améliorées, plus d'unités d'exécution (troisième ALU vectorielle entière (VALU)) pour cinq ALU au total, bande passante de "load/store" accrue, hyper-threading amélioré (retrait plus large), accélération des instructions AES-GCM et AES-CBC de 17 % et de 33 % respectivement[8]
- Jusqu'à quatre coeurs sur les configurations de PC grand public[9] et jusqu'à 18 coeurs pour la série X
- Intel Speed Shift[10]
- Tampon de réorganisation (ROB) agrandi (224 entrées, 192 auparavant)
- Taille du cache L1 inchangée : 32 ko d'instructions et 32 ko de données par coeur.
- Le cache L2 de type N-way associative est passé de 8 voies à 4 voies[11]
- Cache L4 eDRAM de 64 à 128 Mo sur certains SKU
- Le module régulateur de tension (FIVR) est de retour sur la carte mère
- Améliorations de Intel Processor Trace : timing plus précis via les paquets CYC (cycle-accurate mode) et prise en charge du filtrage d'adresses Instruction Pointer (IP)[12]
- AVX-512 : sous-ensembles F, CD, VL, BW et DQ pour les variantes Xeon Scalable et W, mais pas sur les Xeon E3[2]
- Intel Memory Protection Extensions (en) (MPX)
- Intel Software Guard Extensions (en) (SGX)

### GPU
- Le GPU Gen9 intégré de Skylake supporte Direct3D 12 feature level 12_1[13],[14],[15]
- Accélération à fonction fixe du codage/décodage de HEVC Main/8bit. Accélération hybride/partielle du décodage de HEVC Main10/10bit. Accélération du codage de JPEG pour des définitions allant jusqu'à 16000×16000 pixels. Accélération partielle du codage/décodage de VP9[16]

### I/O
- Socket LGA 1151 pour les processeurs de PC de bureau grand public et socket LGA 2066 pour les processeurs série X destinés aux PC de bureau haut de gamme (HEDT) et aux stations de travail
- Chipset série 100 (Sunrise Point)[17]
- Les processeurs série X utilisent le chipset X299
- DMI 3.0 (au lieu de DMI 2.0)
- Support de la mémoire DDR3L et de la DDR4 pour les modèles pour PC de bureau, utilisant des barrettes SO-DIMM spécifiques UniDIMM[9],[18],[19], avec jusqu'à 64 Go de RAM sur les modèles à socket LGA 1151. La mémoire DDR3 ordinaire est également supportée par les cartes mères de certains fabricants même si Intel ne la supporte pas officiellement[20],[21]
- Support de 16 voies PCI Express 3.0 à partir du CPU, 20 voies PCI Express 3.0 à partir du  PCH (LGA 1151), 44 voies PCI Express 3.0 pour Skylake-X
- Support de Thunderbolt 3 (Alpine Ridge)[22]

### Autres
- Enveloppe thermique (TDP) allant jusqu'à 95 W (LGA 1151) ou 165 W (LGA 2066)[23]
- Procédé de fabrication 14 nm[24]

## Configurations
Les processeurs Skylake sont fabriqués selon sept familles principales : Y, U, H, S, X, W et SP. De multiples configurations sont disponibles au sein de chaque famille :
| Caractéristique                             | Famille | Famille | Famille | Famille  | Famille  | Famille  | Famille  | Famille  | Famille  | Famille  |
| Caractéristique                             | Y       | U       | H       | T        | S        | R        | X        | W        | W        | SP       |
| ------------------------------------------- | ------- | ------- | ------- | -------- | -------- | -------- | -------- | -------- | -------- | -------- |
| Nombre maximal de coeurs                    | 2       | 2       | 4       | 4        | 4        | 4        | 18       | 28       | 28       | 28       |
| Cache L4 intégré (eDRAM)                    |         | •       | •       |          |          | •        |          |          |          |          |
| Systèmes mobiles/embarqués faible puissance | •       | •       | •       | •        |          |          |          |          |          |          |
| Socket                                      | BGA     | BGA     | BGA     | LGA 1151 | LGA 1151 | LGA 1151 | LGA 2066 | LGA 2066 | LGA 3647 | LGA 3647 |
| LPDDR3 SDRAM                                | •       | •       | •       |          |          |          |          |          |          |          |
| DDR3L SDRAM                                 | •       | •       | •       | •        | •        | •        |          |          |          |          |
| DDR4 SDRAM                                  |         | •       | •       | •        | •        | •        | •        | •        | •        |          |
| 128 Go à 1.5 To de RAM physique             |         |         |         |          |          |          | •        | •        | •        | •+       |
| 28 à 44 voies PCIe 3.0                      |         |         |         |          |          |          | •        | •        | •        | •        |

## Famille Skylake -6egénération -14nm

### Processeurs pour ordinateurs portables
Lors de la sortie des premiers processeurs de 6e génération, Intel annonce un gain de performance de 10 à 15 % par rapport à la génération précédente.
| Famille | Nom    | Nombre de cœurs/threads | Fréquence d'horloge (GHz) | Fréquence d'horloge (GHz) | GPU          | TDP (W) | TDP (W) | TDP (W) | Date de sortie | Performance relative |
| Famille | Nom    | Nombre de cœurs/threads | Base                      | Turbo                     | GPU          | Base    | Up      | Down    | Date de sortie | Performance relative |
| ------- | ------ | ----------------------- | ------------------------- | ------------------------- | ------------ | ------- | ------- | ------- | -------------- | -------------------- |
| Celeron | 3855U  | 2/2                     | 1.6                       | NC                        | HD 510       | 15      |         | 10      | Q4 2015        | 0,45                 |
| Celeron | 3955U  | 2/2                     | 2.0                       | NC                        | HD 510       | 15      |         | 10      | Q4 2015        | 0,45                 |
| Celeron | G3900E | 2/2                     | 2.4                       | NC                        | HD 510       | 35      |         | Q1 2016 | 0,70           |                      |
| Celeron | G3902E | 2/2                     | 1.6                       | NC                        | HD 510       | 25      |         | Q1 2016 | 0,70           |                      |
| Pentium | 4405Y  | 2/4                     | 1.5                       | NC                        | HD 515       | 6       | 4.5     | Q3 2015 | 0,53           |                      |
| Pentium | 4405U  | 2/4                     | 2.1                       | NC                        | HD 510       | 15      | 10      | Q3 2015 | 0,78           |                      |
| Core M3 | 6Y30   | 2/4                     | 0.9                       | 2.2                       | HD 515       | 4.5     | 7       | Q3 2015 | 0,78           | 3.8                  |
| Core M5 | 6Y54   | 2/4                     | 1.1                       | 2.7                       | HD 515       | 4.5     | 7       | Q3 2015 | 3.5            | 0,85                 |
| Core M5 | 6Y57   | 2/4                     | 1.1                       | 2.8                       | HD 515       | 4.5     | 7       | Q3 2015 | 3.5            | 0,85                 |
| Core M7 | 6Y75   | 2/4                     | 1.2                       | 3.1                       | HD 515       | 4.5     | 7       | Q3 2015 | 3.5            | 0,91                 |
| Core i3 | 6100U  | 2/4                     | 2.3                       | NC                        | HD 520       | 15      |         | Q3 2015 | 7.5            | 1                    |
| Core i3 | 6157U  | 2/4                     | 2.4                       | NC                        | Iris 550     | 28      | 23      | Q3 2016 |                | 1                    |
| Core i3 | 6167U  | 2/4                     | 2.7                       | NC                        | Iris 550     | 28      | 23      | Q3 2015 |                | 1                    |
| Core i3 | 6100H  | 2/4                     | 2.7                       | NC                        | HD 530       | 35      |         | Q3 2015 | 1,08           |                      |
| Core i5 | 6200U  | 2/4                     | 2.3                       | 2.8                       | HD 520       | 15      | 7.5     | Q3 2015 | 1,03           |                      |
| Core i5 | 6300U  | 2/4                     | 2.4                       | 3.0                       | HD 520       | 15      | 7.5     | Q3 2015 | 1,13           |                      |
| Core i5 | 6260U  | 2/4                     | 1.8                       | 2.9                       | Iris 540     | 15      | 9.5     | Q3 2015 | 1,13           |                      |
| Core i5 | 6360U  | 2/4                     | 2.0                       | 3.1                       | Iris 540     | 15      | 9.5     | Q3 2015 | 1,30           |                      |
| Core i5 | 6267U  | 2/4                     | 2.9                       | 3.3                       | Iris 550     | 28      | 23      | Q3 2015 | 1,30           |                      |
| Core i5 | 6287U  | 2/4                     | 3.1                       | 3.5                       | Iris 550     | 28      | 23      | Q3 2015 | 1,30           |                      |
| Core i5 | 6300HQ | 4/4                     | 2.3                       | 3.2                       | HD 530       | 45      | 35      | Q3 2015 | 1,56           |                      |
| Core i5 | 6350HQ | 4/4                     | 2.3                       | 3.2                       | Iris Pro 580 | 45      | 35      | Q1 2016 | 1,56           |                      |
| Core i5 | 6440HQ | 4/4                     | 2.6                       | 3.5                       | HD 530       | 45      | 35      | Q3 2015 | 1,74           |                      |
| Core i7 | 6500U  | 2/4                     | 2.5                       | 3.1                       | HD 520       | 15      | 7.5     | Q3 2015 | 1,14           |                      |
| Core i7 | 6600U  | 2/4                     | 2.6                       | 3.4                       | HD 520       | 15      | 7.5     | Q3 2015 | 25             | 1,26                 |
| Core i7 | 6560U  | 2/4                     | 2.2                       | 3.2                       | Iris 540     | 15      |         | Q3 2015 | 9.5            | 1,26                 |
| Core i7 | 6650U  | 2/4                     | 2.2                       | 3.4                       | Iris 540     | 15      |         | Q3 2015 | 9.5            | 1,26                 |
| Core i7 | 6660U  | 2/4                     | 2.4                       | 3.4                       | Iris 540     | 15      | Q1 2016 |         | 9.5            | 1,26                 |
| Core i7 | 6567U  | 2/4                     | 3.3                       | 3.6                       | Iris 550     | 28      | 23      | Q3 2015 | 1,45           |                      |
| Core i7 | 6700HQ | 4/8                     | 2.6                       | 3.5                       | HD 530       | 45      | 35      | Q3 2015 | 2,10           |                      |
| Core i7 | 6820HK | 4/8                     | 2.7                       | 3.6                       | HD 530       | 45      | 35      | Q3 2015 | 2,35           |                      |
| Core i7 | 6820HQ | 4/8                     | 2.7                       | 3.6                       | HD 530       | 45      | 35      | Q3 2015 | 2,28           |                      |
| Core i7 | 6920HQ | 4/8                     | 2.9                       | 3.8                       | HD 530       | 45      | 35      | Q3 2015 | 2,50           |                      |
| Core i7 | 6770HQ | 4/8                     | 2.6                       | 3.5                       | Iris Pro 580 | 45      | 35      | Q1 2016 | 2,50           |                      |
| Core i7 | 6870HQ | 4/8                     | 2.7                       | 3.6                       | Iris Pro 580 | 45      | 35      | Q1 2016 | 2,50           |                      |
| Core i7 | 6970HQ | 4/8                     | 2.8                       | 3.7                       | Iris Pro 580 | 45      | 35      | Q1 2016 | 2,50           |                      |

### Processeurs pour ordinateurs de bureau

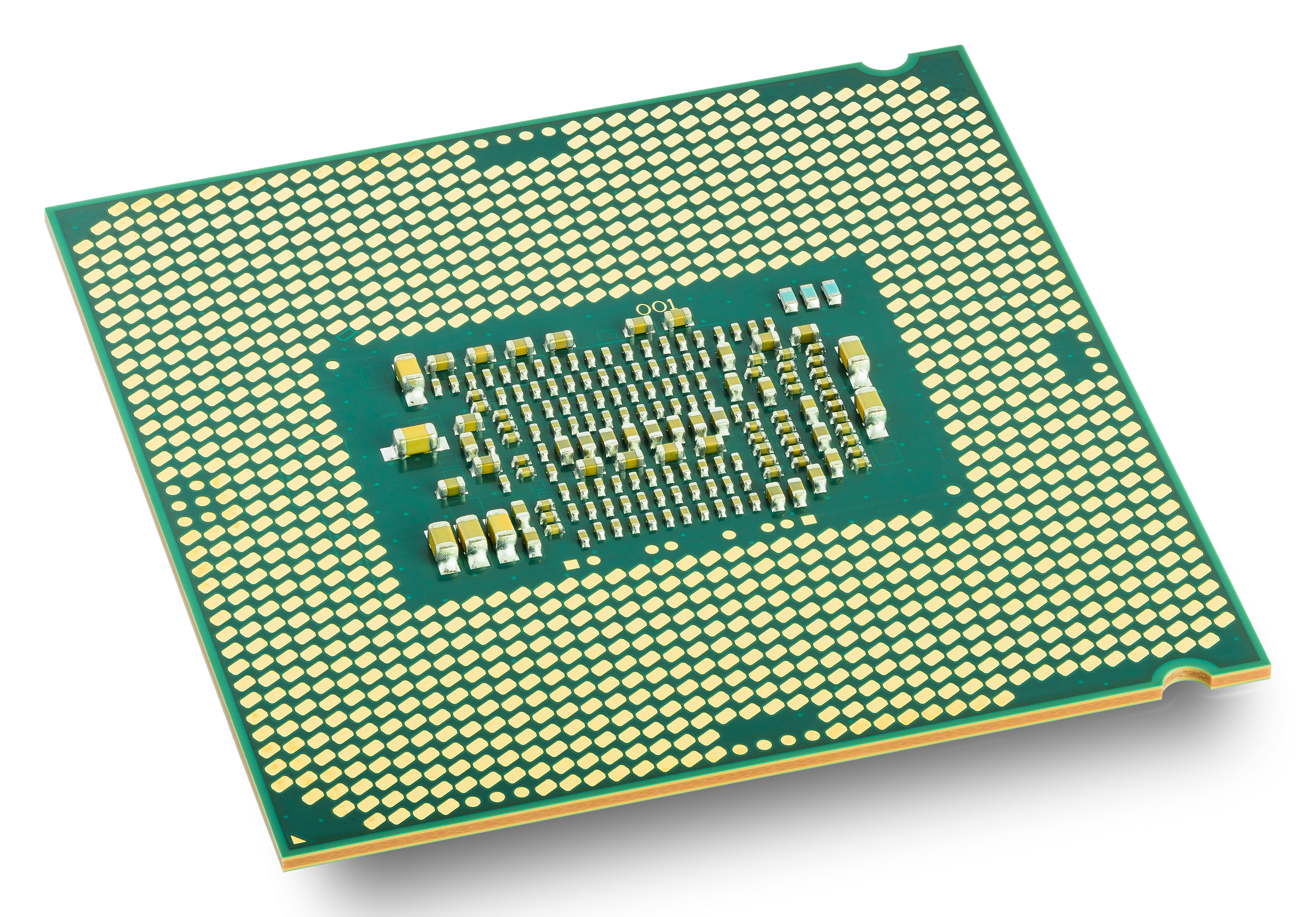
Un processeur Skylake i7-6700K en perspective

Caractéristiques communes des processeurs de bureau Skylake :
- Interfaces DMI 3.0 et PCIe 3.0
- Prise en charge de la mémoire double canal dans les configurations suivantes : DDR3L-1600 1,35 V (32 Go maximum) ou DDR4-2133 1,2 V (64 Go maximum). La DDR3 est officieusement prise en charge par certains fournisseurs de cartes mères.
- 16 voies PCIe 3.0
- Les processeurs de marque Core prennent en charge le jeu d’instructions AVX2. Les modèles de marque Celeron et Pentium ne prennent en charge que SSE4.1/4.2
- Fréquence de base du processeur graphique à 350 MHz

| Famille | Nom   | Nombre de cœurs/threads | Fréquence d'horloge (GHz) | Fréquence d'horloge (GHz) | GPU    | TDP (W) | Date de sortie |
| Famille | Nom   | Nombre de cœurs/threads | Base                      | Turbo                     | GPU    | TDP (W) | Date de sortie |
| ------- | ----- | ----------------------- | ------------------------- | ------------------------- | ------ | ------- | -------------- |
| Celeron | G3900 | 2/2                     | 2.8                       | NC                        | HD 510 | 51      | Q3 2015        |
| Celeron | G3920 | 2/2                     | 2.9                       | NC                        | HD 510 | 51      | Q3 2015        |
| Pentium | G4400 | 2/2                     | 3.3                       | NC                        | HD 510 | 47      | Q3 2015        |
| Pentium | G4500 | 2/2                     | 3.5                       | NC                        | HD 530 | 47      | Q3 2015        |
| Pentium | G4520 | 2/2                     | 3.6                       | NC                        | HD 530 | 47      | Q3 2015        |
| Core i3 | 6100  | 2/4                     | 3.7                       | NC                        | HD 530 | 51      | Q3 2015        |
| Core i3 | 6100T | 2/4                     | 3.2                       | NC                        | HD 530 | 35      | Q3 2015        |
| Core i3 | 6300T | 2/4                     | 3.3                       | NC                        | HD 530 | 35      | Q3 2015        |
| Core i3 | 6300  | 2/4                     | 3.8                       | NC                        | HD 530 | 51      | Q3 2015        |
| Core i3 | 6320  | 2/4                     | 3.9                       | NC                        | HD 530 | 51      | Q3 2015        |
| Core i5 | 6400  | 4/4                     | 2.7                       | 3.3                       | HD 530 | 65      | Q3 2015        |
| Core i5 | 6400T | 4/4                     | 2.2                       | 2.8                       | HD 530 | 35      | Q3 2015        |
| Core i5 | 6500  | 4/4                     | 3.2                       | 3.6                       | HD 530 | 65      | Q3 2015        |
| Core i5 | 6500T | 4/4                     | 2.5                       | 3.1                       | HD 530 | 35      | Q3 2015        |
| Core i5 | 6600  | 4/4                     | 3.3                       | 3.6                       | HD 530 | 65      | Q3 2015        |
| Core i5 | 6600T | 4/4                     | 2.7                       | 3.5                       | HD 530 | 35      | Q3 2015        |
| Core i5 | 6600K | 4/4                     | 3.5                       | 3.9                       | HD 530 | 91      | Q3 2015        |
| Core i7 | 6700  | 4/8                     | 3.4                       | 4.0                       | HD 530 | 65      | Q3 2015        |
| Core i7 | 6700T | 4/8                     | 2.8                       | 3.6                       | HD 530 | 35      | Q3 2015        |
| Core i7 | 6700K | 4/8                     | 4.0                       | 4.2                       | HD 530 | 91      | Q3 2015        |
| Core i7 | 6785R | 4/8                     | 3.3                       | 3.6                       | HD 530 | 65      | Q3 2015        |

### Processeurs X-series (Skylake-X)
Les processeurs X series sont les processeurs les plus puissants du marché, et sont destinés un usage professionnel où une puissance de calcul importante est nécessaire. Ces processeurs ne possèdent pas de processeur graphique intégré (IGP).
| Famille | Nom    | Nombre de cœurs/threads | Fréquence normale (GHz) | Fréquence turbo (GHz) | GPU                | TDP (W) | Date de sortie |
| ------- | ------ | ----------------------- | ----------------------- | --------------------- | ------------------ | ------- | -------------- |
| Core i7 | 7800X  | 6/12                    | 3.50                    | 4.00                  | Pas de GPU intégré | 140     | Q3 2017        |
| Core i7 | 7820X  | 8/16                    | 3.60                    | 4.30                  | Pas de GPU intégré | 140     | Q3 2017        |
| Core i9 | 7900X  | 10/20                   | 3.30                    | 4.30                  | Pas de GPU intégré | 140     | Q3 2017        |
| Core i9 | 7920X  | 12/24                   | 2.90                    | 4.30                  | Pas de GPU intégré | 140     | Q3 2017        |
| Core i9 | 7940X  | 14/28                   | 3.10                    | 4.30                  | Pas de GPU intégré | 165     | Q3 2017        |
| Core i9 | 7960X  | 16/32                   | 2.80                    | 4.20                  | Pas de GPU intégré | 165     | Q3 2017        |
| Core i9 | 7980XE | 18/36                   | 2.60                    | 4.20                  | Pas de GPU intégré | 165     | Q3 2017        |

### Processeurs Skylake-SP (14 nm)Scalable Performance
- Les Xeon Platinum supportent jusqu'à 8 sockets. Les Xeon Gold supportent jusqu'à 4 sockets. Les Xeon Silver et Bronze supportent jusqu'à 2 sockets.
  - −M : 1536 Go de RAM par socket au lieu de 768 Go de RAM pour les SKU non−M
  - −F : Bus OmniPath (en) intégré
  - −T : Boîtier à échange thermique élevé et fiabilité améliorée
- Tous les modèles utilisent le socket LGA 3647.
- Supportent jusqu'à 12 barrettes DIMM de mémoire DDR4 par socket.
- Les Xeon Platinum, Gold 61XX et Gold 5122 ont deux unités FMA AVX-512 par coeur. Les Xeon Gold 51XX (sauf le 5122), Silver et Bronze ont une unité FMA AVX-512 par coeur.

#### Xeon Bronze et Silver (deux sockets max)
- Les Xeon Bronze 31XX n'ont ni l'HT ni le Turbo Boost.
- Les Xeon Bronze 31XX supportent la RAM DDR4-2133. Les Xeon Silver 41XX supportent la RAM DDR4-2400.
- Les Xeon Bronze 31XX et les Xeon Silver 41XX possèdent deux liens UPI à 9,6 GT/s.

| Modèle Xeon         | N° de spécification | Nombre de cœurs/threads | Fréquence d'horloge (GHz) | Fréquence d'horloge (GHz)        | Cache L2 (Mo) | Cache L3 (Mo) | TDP (W) | Bus I/O UPI (MT/s) | Mémoire       | Date de sortie  | Référence de pièce          | Prix de lancement |
| Modèle Xeon         | N° de spécification | Nombre de cœurs/threads | Base                      | Turbo tous coeurs/2.0 (/max 3.0) | Cache L2 (Mo) | Cache L3 (Mo) | TDP (W) | Bus I/O UPI (MT/s) | Mémoire       | Date de sortie  | Référence de pièce          | Prix de lancement |
| ------------------- | ------------------- | ----------------------- | ------------------------- | -------------------------------- | ------------- | ------------- | ------- | ------------------ | ------------- | --------------- | --------------------------- | ----------------- |
| Silver 4116 120481  | SR3HQ (M0)          | 12/24                   | 2.1                       | 2.4/3.0                          | 12 x 1        | 16.50         | 85      | 2 × 9.6            | 6 × DDR4-2400 | 11 juillet 2017 | BX806734116 CD8067303567200 | $1002 $1012       |
| Silver 4116T 126155 | SR3MQ (M0)          | 12/24                   | 2.1                       | 2.4/3.0                          | 12 x 1        | 16.50         | 85      | 2 × 9.6            | 6 × DDR4-2400 | Q3 2017         | CD8067303645400             | $1112             |
| Silver 4114 123550  | SR3GK (U0)          | 10/20                   | 2.2                       | 2.5/3.0                          | 10 x 1        | 13.75         | 85      | 2 × 9.6            | 6 × DDR4-2400 | 11 juillet 2017 | BX806734114 CD8067303561800 | $694 $704         |
| Silver 4114T 126153 | SR3MM (U0)          | 10/20                   | 2.2                       | 2.5/3.0                          | 10 x 1        | 13.75         | 85      | 2 × 9.6            | 6 × DDR4-2400 | Q3 2017         | CD8067303645300             | $773              |
| Silver 4112 123551  | SR3GN (U0)          | 4/8                     | 2.6                       | 2.9/3.0                          | 4 x 1         | 8.25          | 85      | 2 × 9.6            | 6 × DDR4-2400 | 11 juillet 2017 | BX806734112 CD8067303562100 | $473 $483         |
| Silver 4110 123547  | SR3GH (U0)          | 8/16                    | 2.1                       | 2.4/3.0                          | 8 x 1         | 11.0          | 85      | 2 × 9.6            | 6 × DDR4-2400 | 11 juillet 2017 | BX806734110 CD8067303561400 | $501 $511         |
| Silver 4109T 123549 | SR3GP (U0)          | 8/16                    | 2.0                       | 2.3/3.0                          | 8 x 1         | 11.0          | 70      | 2 × 9.6            | 6 × DDR4-2400 | 11 juillet 2017 | CD8067303562200             | $501              |
| Silver 4108 123544  | SR3GJ (U0)          | 8/16                    | 1.8                       | 2.1/3.0                          | 8 x 1         | 11.0          | 85      | 2 × 9.6            | 6 × DDR4-2400 | 11juillet 2017  | BX806734108 CD8067303561500 | $417 $427         |
| Bronze 3106 123540  | SR3GL (U0)          | 8/8                     | 1.7                       | NC                               | 8 x 1         | 11.0          | 85      | 2 × 9.6            | 6 × DDR4-2133 | 11 juillet 2017 | BX80673310 6CD8067303561900 | $306 $316         |
| Bronze 3104 123546  | SR3GM (U0)          | 6/6                     | 1.7                       | NC                               | 6 x 1         | 8.25          | 85      | 2 × 9.6            | 6 × DDR4-2133 | 11 juillet 2017 | BX806733104 CD8067303562000 | $223 $213         |

#### Xeon Gold (quatre sockets max)
- Les Xeon Gold 51XX et les SKU F ont deux liens UPI à 10,4 GT/s. Les Xeon Gold 61XX ont trois liens UPI à 10,4 GT/s.
- Les Xeon Gold 51XX supportent la RAM DDR4-2400 (sauf le 5122). Les Xeon Gold 5122 et 61XX supportent la RAM DDR4-2666.

| Modèle Xeon Gold | N° de spécification | Nombre de cœurs/threads | Fréquence d'horloge (GHz) | Fréquence d'horloge (GHz)        | Cache L2 (Mo) | Cache L3 (Mo) | TDP (W) | Bus I/O UPI (MT/s) | Mémoire       | Date de sortie  | Référence de pièce          | Prix de lancement |
| Modèle Xeon Gold | N° de spécification | Nombre de cœurs/threads | Base                      | Turbo tous coeurs/2.0 (/max 3.0) | Cache L2 (Mo) | Cache L3 (Mo) | TDP (W) | Bus I/O UPI (MT/s) | Mémoire       | Date de sortie  | Référence de pièce          | Prix de lancement |
| ---------------- | ------------------- | ----------------------- | ------------------------- | -------------------------------- | ------------- | ------------- | ------- | ------------------ | ------------- | --------------- | --------------------------- | ----------------- |
| 6161             | SR3G7 (H0)          | 22/44                   | 2.2                       | 2.7/3.0                          | 22 x 1        | 30.25         | 165     | 3 × 10.4           | 6 × DDR4-2666 | 2017            | CD8067303532100             |                   |
| 6154 120495      | SR3J5 (H0)          | 18/36                   | 3.0                       | 3.7/3.7                          | 18 x 1        | 24.75         | 200     | 3 × 10.4           | 6 × DDR4-2666 | 11 juillet 2017 | CD8067303592700             | $3543             |
| 6152 120491      | SR3B4 (H0)          | 22/44                   | 2.1                       | 2.8/3.7                          | 22 x 1        | 30.25         | 140     | 3 × 10.4           | 6 × DDR4-2666 | 11 juillet 2017 | BX806736152 CD8067303406000 | $3655 $3661       |
| 6150 120490      | SR37K (H0)          | 18/36                   | 2.7                       | 3.4/3.7                          | 18 x 1        | 24.75         | 165     | 3 × 10.4           | 6 × DDR4-2666 | 11 juillet 2017 | CD8067303328000             | $3358             |
| 6149             | (H0)                | 16/32                   |                           |                                  | 16 x 1        |               |         | 3 × 10.4           | 6 × DDR4-2666 |                 |                             | OEM               |
| 6148 120489      | SR3B6 (H0)          | 20/40                   | 2.4                       | 3.1/3.7                          | 20 x 1        | 27.50         | 150     | 3 × 10.4           | 6 × DDR4-2666 | 11 juillet 2017 | BX806736148 CD8067303406200 | $3072 $3078       |
| 6148F 123690     | SR3KJ (H0)          | 20/40                   | 2.4                       | 3.1/3.7                          | 20 x 1        | 27.50         | 150     | 2 × 10.4           | 6 × DDR4-2666 | 11 juillet 2017 | CD8067303593800             | $3227             |
| 6146 124942      | SR3MA (H0)          | 12/24                   | 3.2                       | 3.9/4.2                          | 12 x 1        | 24.75         | 165     | 3 × 10.4           | 6 × DDR4-2666 | 11 juillet 2017 | CD8067303657201             | $3286             |
| 6145             | SR3G4 (H0)          | 20/40                   | 2.0                       | 2.7/3.7                          | 20 x 1        | 27.50         | 145     | 3 × 10.4           | 6 × DDR4-2666 | 2017            | CD8067303528200             |                   |
| 6144 124943      | SR3MB (H0)          | 8/16                    | 3.5                       | 4.1/4.2                          | 8 x 1         | 24.75         | 150     | 3 × 10.4           | 6 × DDR4-2666 | Q3 2017         | CD8067303657302             | $2925             |
| 6142M 120488     | SR3B1 (H0)          | 16/32                   | 2.6                       | 3.3/3.7                          | 16 x 1        | 22.00         | 150     | 3 × 10.4           | 6 × DDR4-2666 | 11 juillet 2017 | CD8067303405700             | $5949             |
| 6142F 123685     | SR3KH (H0)          | 16/32                   | 2.6                       | 3.3/3.7                          | 16 x 1        | 22.00         | 160     | 2 × 10.4           | 6 × DDR4-2666 | 11 juillet 2017 | CD8067303593700             | $3101             |
| 6142 120487      | SR3AY (H0)          | 16/32                   | 2.6                       | 3.3/3.7                          | 16 x 1        | 22.00         | 150     | 3 × 10.4           | 6 × DDR4-2666 | 11 juillet 2017 | BX806736142 CD8067303405400 | $2946 $2952       |
| 6140 120485      | SR3AX (H0)          | 18/36                   | 2.3                       | 3.0/3.7                          | 18 x 1        | 24.75         | 140     | 3 × 10.4           | 6 × DDR4-2666 | 11 juillet 2017 | BX806736140 CD8067303405200 | $2445 $2451       |
| 6140M 120486     | SR3AZ (H0)          | 18/36                   | 2.3                       | 3.0/3.7                          | 18 x 1        | 24.75         | 140     | 3 × 10.4           | 6 × DDR4-2666 | 11 juillet 2017 | CD8067303405500             | $5448             |
| 6138 120476      | SR3B5 (H0)          | 20/40                   | 2.0                       | 2.7/3.7                          | 20 x 1        | 27.50         | 125     | 3 × 10.4           | 6 × DDR4-2666 | 11 juillet 2017 | BX806736138 CD8067303406100 | $2612 $2618       |
| 6138F 123686     | SR3KK (H0)          | 20/40                   | 2.0                       | 2.7/3.7                          | 20 x 1        | 27.50         | 135     | 2 × 10.4           | 6 × DDR4-2666 | 11 juillet 2017 | CD8067303593900             | $2767             |
| 6138T 123542     | SR3J7 (H0)          | 20/40                   | 2.0                       | 2.7/3.7                          | 20 x 1        | 27.50         | 125     | 3 × 10.4           | 6 × DDR4-2666 | 11 juillet 2017 | CD8067303592900             | $2742             |
| 6136 120479      | SR3B2 (H0)          | 12/24                   | 3.0                       | 3.6/3.7                          | 12 x 1        | 24.75         | 150     | 3 × 10.4           | 6 × DDR4-2666 | 11 juillet 2017 | CD8067303405800             | $2460             |
| 6134 120493      | SR3AR (H0)          | 8/16                    | 3.2                       | 3.7/3.7                          | 8 x 1         | 24.75         | 130     | 3 × 10.4           | 6 × DDR4-2666 | 11 juillet 2017 | BX806736134 CD8067303330302 | $2214 $2220       |
| 6134M 120494     | SR3AS (H0)          | 8/16                    | 3.2                       | 3.7/3.7                          | 8 x 1         | 24.75         | 130     | 3 × 10.4           | 6 × DDR4-2666 | 11 juillet 2017 | CD8067303330402             | $5217             |
| 6132 123541      | SR3J3 (H0)          | 14/28                   | 2.6                       | 3.3/3.7                          | 14 x 1        | 19.25         | 140     | 3 × 10.4           | 6 × DDR4-2666 | 11 juillet 2017 | CD8067303592500             | $2111             |
| 6130 120492      | SR3B9 (H0)          | 16/32                   | 2.1                       | 2.8/3.7                          | 16 x 1        | 22.00         | 125     | 3 × 10.4           | 6 × DDR4-2666 | 11 juillet 2017 | BX806736130 CD8067303409000 | $1900             |
| 6130F 123688     | SR3KD (H0)          | 16/32                   | 2.1                       | 2.8/3.7                          | 16 x 1        | 22.00         | 125     | 2 × 10.4           | 6 × DDR4-2666 | 11 juillet 2017 | CD8067303593300             | $2049             |
| 6130T 123545     | SR3J8 (H0           | 16/32                   | 2.1                       | 2.8/3.7                          | 16 x 1        | 22.00         | 125     | 3 × 10.4           | 6 × DDR4-2666 | 11 juillet 2017 | CD8067303593000             | $1988             |
| 6128 120482      | SR3J4 (H0)          | 6/12                    | 3.4                       | 3.7/3.7                          | 6 x 1         | 19.25         | 115     | 3 × 10.4           | 6 × DDR4-2666 | 11 juillet 2017 | BX806736128 CD8067303592600 | $1691 $1697       |
| 6126 120483      | SR3B3 (H0)          | 12/24                   | 2.6                       | 3.3/3.7                          | 12 x 1        | 19.25         | 125     | 3 × 10.4           | 6 × DDR4-2666 | 11 juillet 2017 | CD8067303405900             | $1776             |
| 6126F 123689     | SR3KE (H0)          | 12/24                   | 2.6                       | 3.3/3.7                          | 12 x 1        | 19.25         | 135     | 2 × 10.4           | 6 × DDR4-2666 | 11 juillet 2017 | CD8067303593400             | $1931             |
| 6126T 123548     | SR3J9 (H0)          | 12/24                   | 2.6                       | 3.3/3.7                          | 12 x 1        | 19.25         | 125     | 3 × 10.4           | 6 × DDR4-2666 | 11 juillet 2017 | CD8067303593100             | $1865             |
| 5122 120475      | SR3AT (H0)          | 4/8                     | 3.6                       | 3.7/3.7                          | 4 x 1         | 16.50         | 105     | 2 × 10.4           | 6 × DDR4-2666 | 11 juillet 2017 | BX806735122 CD8067303330702 | $1221 $1227       |
| 5120 120474      | SR3GD (M0)          | 14/28                   | 2.2                       | 2.6/3.2                          | 14 x 1        | 19.25         | 105     | 2 × 10.4           | 6 × DDR4-2400 | 11 juillet 2017 | BX806735120 CD8067303535900 | $1555 $1561       |
| 5120T 120477     | SR3GC (M0)          | 14/28                   | 2.2                       | 2.6/3.2                          | 14 x 1        | 19.25         | 105     | 2 × 10.4           | 6 × DDR4-2400 | 11 juillet 2017 | CD8067303535700             | $1727             |
| 5119T 126154     | SR3MN (M0)          | 14/28                   | 1.9                       | 2.3/3.2                          | 14 x 1        | 19.25         | 85      | 2 × 10.4           | 6 × DDR4-2400 | 11 juillet 2017 | CD8067303567703             | $1555             |
| 5118 120473      | SR3GF (M0)          | 12/24                   | 2.3                       | 2.7/3.2                          | 12 x 1        | 16.50         | 105     | 2 × 10.4           | 6 × DDR4-2400 | 11 juillet 2017 | CD8067303536100             | $1273             |
| 5117 122460      | SR37S (M0)          | 14/28                   | 2.0                       | 2.3/2.8                          | 14 x 1        | 19.25         | 105     | 2 × 10.4           | 6 × DDR4-2400 | 11 juillet 2017 | CD8067303317801             | $1286             |
| 5117F 124944     | SR3KM (M0)          | 14/28                   | 2.0                       | 2.3/2.8                          | 14 x 1        | 19.25         | 113     | 2 × 10.4           | 6 × DDR4-2400 | 11 juillet 2017 | CD8067303680501             |                   |
| 5115 120484      | SR3GB (M0)          | 10/20                   | 2.4                       | 2.8/3.2                          | 10 x 1        | 13.75         | 85      | 2 × 10.4           | 6 × DDR4-2400 | 11 juillet 2017 | CD8067303535601             | $1221             |

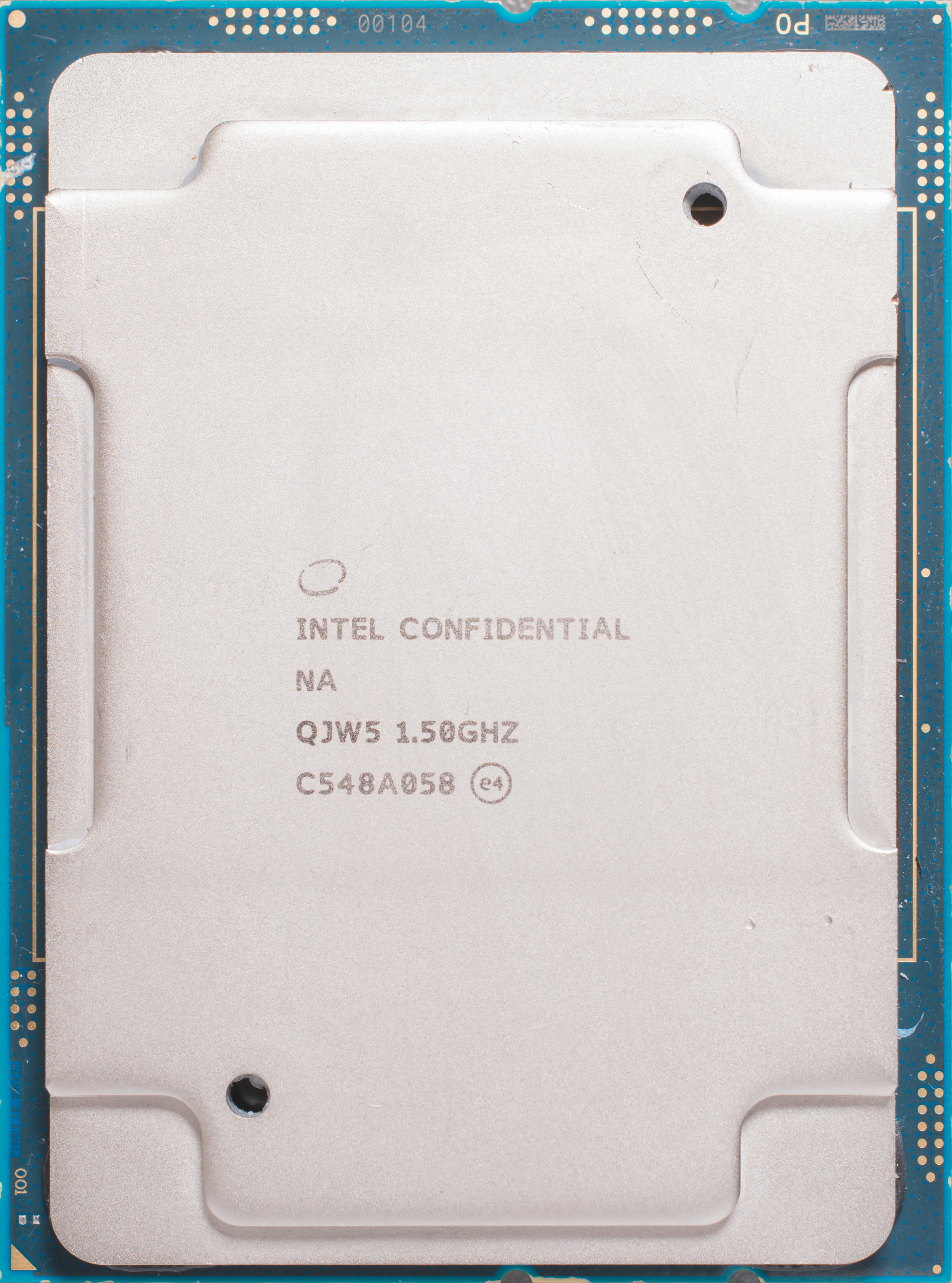
Processeur Intel Skylake Xeon Gold
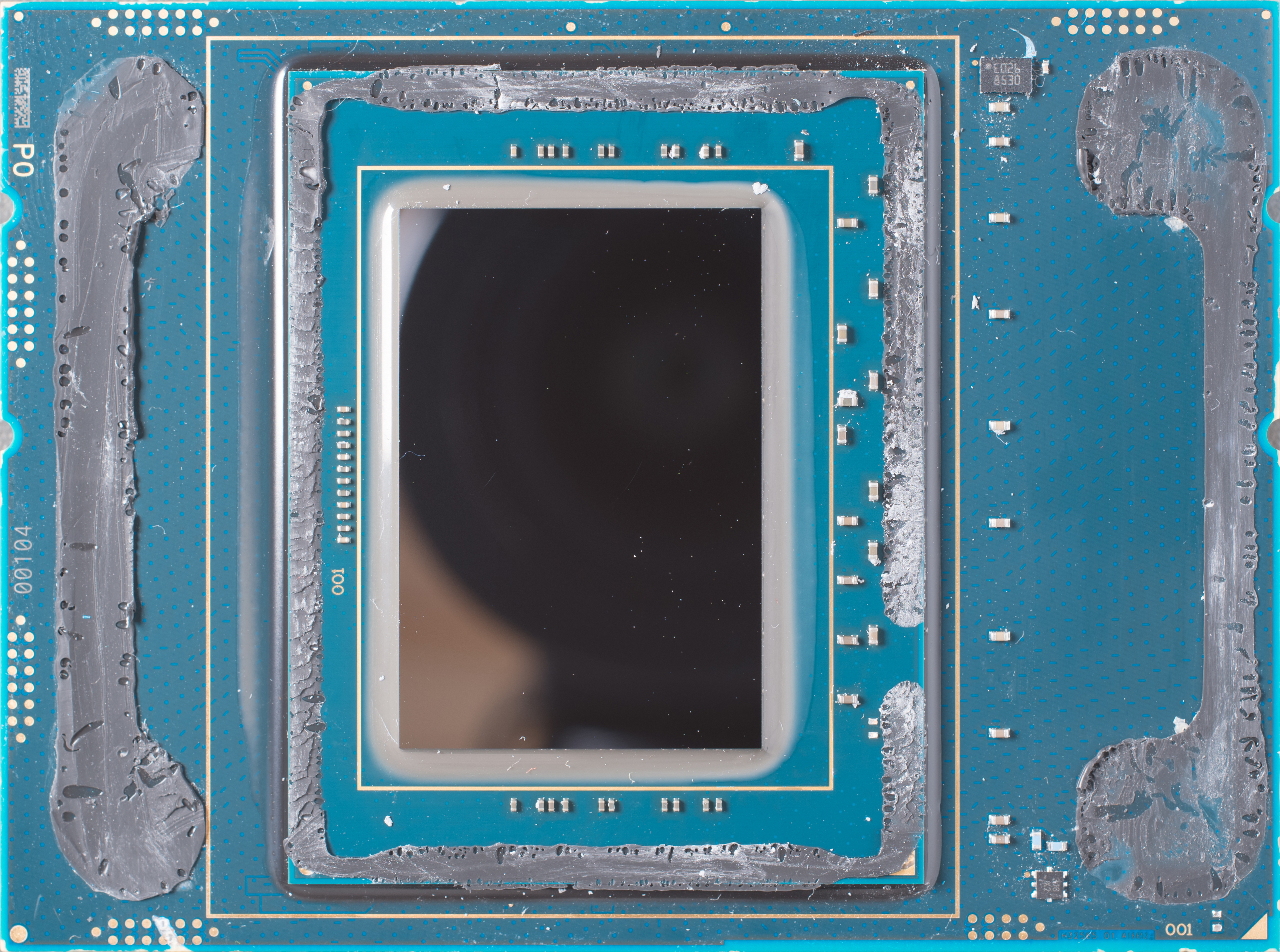
Processeur Intel Skylake Xeon Gold, avec le capot du boîtier retiré
Die shot de la puce

#### Xeon Platinum (huit sockets max)
- Les SKU Xeon Platinum non-F ont trois liens UPI à 10,4 GT/s. Les SKU Xeon Platinum F ont deux liens UPI à 10,4 GT/s.
- les Xeon Platinum supportent la RAM DDR4-2666.

| Modèle Xeon Platinum | N° de spécification | Nombre de cœurs/threads | Fréquence d'horloge (GHz) | Fréquence d'horloge (GHz)        | Cache L2 (Mo) | Cache L3 (Mo) | TDP (W) | Bus I/O UPI (MT/s) | Mémoire       | Date de sortie  | Référence de pièce          | Prix de lancement |
| Modèle Xeon Platinum | N° de spécification | Nombre de cœurs/threads | Base                      | Turbo tous coeurs/2.0 (/max 3.0) | Cache L2 (Mo) | Cache L3 (Mo) | TDP (W) | Bus I/O UPI (MT/s) | Mémoire       | Date de sortie  | Référence de pièce          | Prix de lancement |
| -------------------- | ------------------- | ----------------------- | ------------------------- | -------------------------------- | ------------- | ------------- | ------- | ------------------ | ------------- | --------------- | --------------------------- | ----------------- |
| 8180 120496          | SR377 (H0)          | 28/56                   | 2.5                       | 3.2/3.8                          | 28 x 1        | 38.50         | 205     | 3 × 10.4           | 6 × DDR4-2666 | 11 juillet 2017 | CD8067303314400             | $10009            |
| 8180M 120498         | SR37T (H0)          | 28/56                   | 2.5                       | 3.2/3.8                          | 28 x 1        | 38.50         | 205     | 3 × 10.4           | 6 × DDR4-2666 | 11 juillet 2017 | CD8067303192101             | $13011            |
| 8176 120508          | SR37A (H0)          | 28/56                   | 2.1                       | 2.8/3.8                          | 28 x 1        | 38.50         | 165     | 3 × 10.4           | 6 × DDR4-2666 | 11 juillet 2017 | CD8067303314700             | $8790             |
| 8176F 125056         | SR3MK (H0)          | 28/56                   | 2.1                       | 2.8/3.8                          | 28 x 1        | 38.50         | 173     | 2 × 10.4           | 6 × DDR4-2666 | Q3, 2017        | CD8067303694600             | $8874             |
| 8176M 120505         | SR37U (H0)          | 28/56                   | 2.1                       | 2.8/3.8                          | 28 x 1        | 38.50         | 165     | 3 × 10.4           | 6 × DDR4-2666 | 11 juillet 2017 | CD8067303133605             | $11722            |
| 8173M                | SR37Q (H0)          | 28/56                   | 2.0                       | 2.7/3.5                          | 28 x 1        | 38.50         | 165     | 3 × 10.4           | 6 × DDR4-2666 | 2017            | CD8067303172400             |                   |
| 8170 120506          | SR37H (H0)          | 26/52                   | 2.1                       | 2.8/3.7                          | 26 x 1        | 35.75         | 165     | 3 × 10.4           | 6 × DDR4-2666 | 11 juillet 2017 | BX806738170 CD8067303327601 | $7405 $7411       |
| 8170M 120507         | SR3BD (H0)          | 26/52                   | 2.1                       | 2.8/3.7                          | 26 x 1        | 35.75         | 165     | 3 × 10.4           | 6 × DDR4-2666 | 11 juillet 2017 | CD8067303319201             | $10409            |
| 8168 120504          | SR37J (H0)          | 24/48                   | 2.7                       | 3.4/3.7                          | 24 x 1        | 33.00         | 205     | 3 × 10.4           | 6 × DDR4-2666 | 11 juillet 2017 | CD8067303327701             | $5890             |
| 8167M                | SR3A0 (H0)          | 26/52                   | 2.0                       | 2.4/2.4                          | 26 x 1        | 35.75         | 165     | 3 × 10.4           | 6 × DDR4-2666 | 2017            | CD8067303180701             |                   |
| 8164 120503          | SR3BB (H0)          | 26/52                   | 2.0                       | 2.7/3.7                          | 26 x 1        | 35.75         | 150     | 3 × 10.4           | 6 × DDR4-2666 | 11 juillet 2017 | BX806738164 CD8067303408800 | $6114 $6120       |
| 8163                 | SR3G1 (H0)          | 24/48                   | 2.4                       | 2.7/3.1                          | 24 x 1        | 33.00         | 165     | 3 × 10.4           | 6 × DDR4-2666 | 2017            | CD8067303527200             |                   |
| 8160 120501          | SR3B0 (H0)          | 24/48                   | 2.1                       | 2.8/3.7                          | 24 x 1        | 33.00         | 150     | 3 × 10.4           | 6 × DDR4-2666 | 11 juillet 2017 | BX806738160 CD8067303405600 | $4702 $4708       |
| 8160F 123687         | SR3B8 (H0)          | 24/48                   | 2.1                       | 2.8/3.7                          | 24 x 1        | 33.00         | 160     | 2 × 10.4           | 6 × DDR4-2666 | Juillet 2017    | CD8067303406600             | $4856             |
| 8160M 120502         | SR3B8 (H0)          | 24/48                   | 2.1                       | 2.8/3.7                          | 24 x 1        | 33.00         | 150     | 3 × 10.4           | 6 × DDR4-2666 | 11 juillet 2017 | CD8067303406600             | $7704             |
| 8160T 123543         | SR3J6 (H0)          | 24/48                   | 2.1                       | 2.8/3.7                          | 24 x 1        | 33.00         | 150     | 3 × 10.4           | 6 x DDR4-2666 | 11 juillet 2017 | CD8067303592800             | $4936             |
| 8158 120500          | SR3B7 (H0)          | 12/24                   | 3.0                       | 2.7/3.7                          | 12 x 1        | 24.75         | 150     | 3 × 10.4           | 6 × DDR4-2666 | 11 juillet 2017 | CD8067303406500             | $7007             |
| 8156 120499          | SR3AV (H0)          | 4/8                     | 3.6                       | 3.3/3.7                          | 4 x 1         | 16.50         | 105     | 3 × 10.4           | 6 × DDR4-2666 | 11 juillet 2017 | CD8067303368800             | $7007             |
| 8153 120497          | SR3BA (H0)          | 16/32                   | 2.0                       | 2.3/2.8                          | 16 x 1        | 22.00         | 125     | 3 × 10.4           | 6 x DDR4-2666 | 11 juillet 2017 | CD8067303408900             | $3115             |

## Famille Kaby Lake -7egénération - et Kaby Lake Refresh -8egénération -14nm
La famille Kaby Lake, sortie en août 2016, est une légère amélioration de la microarchitecture Skylake. En août 2017, Intel annonce que la sortie de la 8e génération se fera en plusieurs étapes, d'abord les processeurs pour PC portables qui reprennent l'architecture Kaby Lake dans une version Refresh, tandis que les processeurs pour PC de bureau arriveront début 2018 avec la nouvelle architecture Coffee Lake.

## Familles Coffee Lake -8egénération - et Coffee Lake Refresh -9egénération - 14 nm
En août 2017, Intel annonce que la sortie de la 8e génération se fera en plusieurs étapes, d'abord les processeurs pour PC portables qui reprennent l'architecture Kaby Lake dans une version Refresh, tandis que les processeurs pour PC de bureau arriveront début 2018 avec la nouvelle architecture Coffee Lake.

## Famille Cannon Lake
Gravé en 10 nm, Cannon Lake est prévue pour le deuxième semestre 2018. Elle intégrerait un chip graphique de dixième génération.

## Prise en charge de la partie graphique
Pour utiliser la partie graphique de Skylake sous Linux, il faut au minimum de préférence :
- Linux 4.3
- Mesa 11.0.4
- Le pilote xf86-video-intel 2.99.917

La prise en charge sous Linux de ces puces s'étend à OpenGL 4.3, OpenGL ES 3.2 et Vulkan 1.0,,.
OpenCL 2.0 est pris en charge sous Linux au moyen de la bibliothèque Beignet.